# معاوية بن حديج
معاوية بن حديج التجيبي الكندي ويكنى بأبي نعيم قائد عسكري حليف لبني أمية. صحابي على قول الأكثرين شهد فتح مصر، وهو الذي وفد إلى عمر بفتح الإسكندرية
شهد معركة اليرموك سنة 15 هـ، ثم شهد فتح مصر سنة 20 هـ. وشهد كذلك مع عبد الله بن سعد بن أبي السرح قتال البربر وولي حروبا كثيرة في بلاد المغرب وكان أمير وقائد الكتائب في فتح أفريقيا وغزا النوبة فأصيبت عينه هناك وأصبح أعورا. شن هجوما مفاجئا على صقلية سنة 44 هـ وولي على برقة سنة 47 هـ
كان عثمانيا في أيام علي بن أبي طالب بمصر، ولم يبايع عليا بالكلية. فلما أخذ معاوية مصر أكرمه ثم استنابه بها بعد عبد الله بن عمرو بن العاص، فإنه ناب بها بعد أبيه سنتين، ثم عزله معاوية، وولى معاوية بن حديج، فلم يزل بمصر حتى مات بها في سنة 52 هـ.

## نسبه
معاوية بن حديج بن جفنة بن قتيرة بن حارثة بن عبد شمس بن معاوية بن جعفر بن أسامة بن سعد بن أشرس بن شبيب بن السكون بن أشرس بن كندة.

## روايته للحديث
عن معاوية بن حديج قال: سمعت رسول الله يقول: غدوة في سبيل الله أو روحة خير من الدنيا وما فيها.
وعن معاوية بن حديج أن النبي صلي يوما فسلم وانصرف وقد بقي عليه من الصلاة ركعة فأدركه رجل فقال: نسيت من الصلاة ركعة فرجع فدخل المسجد وأمره بلالا فأقام الصلاة فصلى بالناس ركعة فأخبرت بذلك الناس فقالو: أتعرف الرجل؟ فقلت: لا إلا أن أراه فمر بي فقلت: هو هذا فقالو: هذا طلحة بن عبيد الله.

## قيل عنه
عن عفان عنه جرير بن حازم، حدثنا حرملة بن عمران عن عبد الرحمن بن شماسة قال: «دخلت على عائشة فقالت: ممن أنت؟ قلت: من أهل مصر. قالت: كيف وجدتم ابن حديج في غزاتكم هذه؟ قلت: خير أمير ما يقف لرجل منا فرس ولا بعير إلا أبدل مكانه بعيرا ولا غلام إلا أبدل مكانه غلاما، قالت: إنه لا يمنعني قتله أخي أن أحدثكم ما سمعت من رسول الله إني سمعته يقول: اللهم من ولي من أمر أمتي شيئا فرفق بهم فارفق به ومن شق عليهم فاشقق عليه».

## من مواقفه مع الصحابة
يقول معاوية بن حديج: بعثني عمرو بن العاص إلى عمر بن الخطاب بفتح الإسكندرية فقدمت المدينة في الظهيرة فأنخت راحلتي بباب المسجد ثم دخلت المسجد فبينا أنا قاعد فيه إذ خرجت جارية من منزل عمر بن الخطاب فقالت: من أنت؟ قلت: أنا معاوية بن حديج رسول عمرو بن العاص فانصرفت عني ثم أقبلت تشتد فقالت: قم فأجب أمير المؤمنين، فتبعتها فلما دخلت فإذا بعمر بن الخطاب يتناول رداءه بإحدى يديه ويشد إزاره بالأخرى فقال: ما عندك؟ قلت: خير يا أمير المؤمنين فتح الله الإسكندرية فخرج معي إلى المسجد فقال للمؤذن: أذن في الناس، الصلاة جامعة فاجتمع الناس ثم قال لي: قم فأخبر الناس فقمت فأخبرتهم ثم صلّى ودخل منزله واستقبل القبلة فدعا بدعوات ثم جلس فقال: يا جارية هل من طعام؟ فأتت بخبز وزيت فقال: كل فأكلت على حياء ثم قال: كل فإن المسافر يحب الطعام فلو كنت آكلا لأكلت معك فأصبت على حياء ثم قال: يا جارية هل من تمر؟ فأتت بتمر في طبق فقال: كل فأكلت على حياء ثم قال: ماذا قلت يا معاوية حين أتيت المسجد؟ قال: قلت أمير المؤمنين قائل، قال: بئسما ظننت - لئن نمت النهار لأضيعن الرعية ولئن نمت الليل لأضيعن نفسي فكيف بالنوم مع هذين يا معاوية؟
قام معاوية بن حديج بالتوسط بين عمرو بن العاص ومعاوية لما صار الأمر في يدي معاوية استكثر طعمة مصر لعمرو بن العاص ما عاش؛ ورأى عمرو أن الأمر كله قد صلح به وبتدبيره وعنائه وسعيه فيه وظن أن معاوية سيزيده الشام مع مصر فلم يفعل معاوية؛ فتنكر عمرو لمعاوية فاختلفا وتغالظا وتميز الناس وظنوا أنه لا يجتمع أمرهما فدخل بينهما معاوية بن حديج فأصلح أمرهما وكتب بينهما كتابا وشرط فيه شروطا لمعاوية وعمرو خاصة وللناس عامة وأن لعمرو ولاية مصر سبع سنين وعلى أن على عمرو السمع والطاعة لمعاوية. وتواثقا وتعاهدا على ذلك وأشهدا عليهما به شهودا؛ ثم مضى عمرو بن العاص على مصر واليا عليها وذلك في آخر سنة تسع وثلاثين فوالله ما مكث بها إلا سنتين أو ثلاثا حتى مات.
غزا معاوية بن حديج إفريقية سنة أربع وثلاثين وكان عاملا على مصر فغزاها ونزل جلولاء(عين جلولة) وقاتل مدد الروم الذي جاءها من قسطنطينية لقيهم بقصر الأحمر فغلبهم وأقلعوا إلى بلادهم وافتتح جلولاء وغنم وأثخن. ولاه معاوية بن أبي سفيان مصر فلما سار إليها تلقاه معاوية بن حديج على مرحلتين من مصر فقال له: ارجع إلى خالك معاوية فلعمري لا ندعك تدخلها فتسير فيها وفينا سيرتك في إخواننا أهل الكوفة، فرجع ابن أم الحكم إلى معاوية ولحقه معاوية بن حديج وافدا على معاوية فلما دخل عليه وجد عنده أخته أم الحكم وهي أم عبد الرحمن الذي طرده أهل الكوفة وأهل مصر، فلما رآه معاوية قال: بخ بخ هذا معاوية بن حديج، فقالت أم الحكم: لا مرحبا به تسمع بالمعيدى خير من أن تراه، فقال معاوية بن حديج: على رسلك يا أم الحكم أما والله لقد تزوجت فما أكرمت وولدت فما أنجبت أردت أن يلى ابنك الفاسق علينا فيسير فينا كما سار في إخواننا أهل الكوفة فما كان الله ليريه ذلك ولو فعل ذلك لضربناه ضربا يطأطئ منه رأسه أو قال لضربنا مصاصا منه وإن كره ذلك الجالس، فالتفت إليها معاوية بن أبي سفيان فقال: كفى.

### علي بن أبي طالب
كان مواليا لمعاوية بن أبي سفيان ومن أكثر القادحين بعلي بن أبي طالب إلا أنه غضب لمقتل حجر بن عدي لإنه من نفس قبيلته كندة. عن علي ابن أبي طلحة مولى بني أمية قال: "حج معاوية ومعه معاوية بن حديج وكان من أسب الناس لعلي فمر في المدينة والحسن جالس في جماعة من أصحابه فأتاه رسول فقال: "أجب الحسن فأتاه فسلم عليه فقال له: أنت معاوية بن حديج؟ قال: نعم. قال:" فأنت الساب عليا؟ فكأنه استحيى فقال: أما والله لئن وردت عليه الحوض وما أراك ترده لتجدنه مشمر الإزار على ساق يذود عنه رايات المنافقين ذود غريبة الإبل قول الصادق المصدوق وقد خاب من افترى".
إلا أنه رغم وقوفه لجانب معاوية، فقد غضب لمقتل حجر بن عدي وكان يومها بإفريقية (تونس) فقال:«يا أشقائي وأصحابي وخيرتي أنقاتل لقريش في الملك حتى إذا استقام لهم وقعوا يقتلوننا والله لئن أدركتها ثانية بمن أطاعني من اليمانية لأقولن لهم اعتزلوا بنا قريشا ودعوهم يقتل بعضهم بعضا». قال الذهبي بالسير: «قد كان ابن حديج ملكا مطاعا من أشراف كندة غضب لحجر بن عدي لانه كندي».

### محمد بن أبي بكر الصديق
تشير بعض الروايات إلى أنه هو من قتل محمد بن أبي بكر ابن الخليفة الراشد أبي بكر الصديق. انتقاما من قتلة الخليفة الثالث عثمان بن عفان. في حين أن مسؤولية محمد بن أبي بكر مختلف عليها إلا أنه من المتفق عليه أنه كان داخل بيت عثمان يوم مقتله كما روى شاهد العيان الحسن البصري قال: أنبأني وثاب –وكان فيمن أدركه عتق أمير المؤمنين عمر، وكان بين يدي عثمان، ورأيت بحلقه أثر طعنتين كأنهما كبتان طعنهما يومئذ يوم الدار دار عثمان–، قال: بعثني عثمان، فدعوت له الأشتر، فجاء. –قال ابن عون: أظنه قال: فطرحت لأمير المؤمنين وسادة، وله وسادة–. فقال (عثمان): «يا أشتر، ما يريد الناس مني؟». قال: «ثلاث ليس لك من إحداهن بد». قال: «ما هن؟». قال: «يخيرونك بين أن تخلع لهم أمرهم، فتقول "هذا أمركم فاختاروا له من شئتم"، وبين أن تقص من نفسك. فإن أبيت هاتين فإن القوم قاتلوك». قال: «أما من إحداهن بد؟». قال: «لا! ما من إحداهن بد». قال: «أما أن أخلع لهم أمرهم، فما كنت لأخلع الله. –قال (عثمان) وقال غيره– والله لأن أقدم فتضرب عنقي، أحب إلي من أن أخلع أمة محمد بعضها على بعض –قالوا: هذا أشبه بكلام عثمان–. وأما أن أقص من نفسي، فو الله لقد علمت أن صاحبي بين يدي قد كانا يعاقبان. وما يقوم بد في القصاص. وأما أن تقتلوني، فو الله لئن قتلتموني لا الذئبة بعدي أبدا، ولا تصلون بعدي جميعا أبدا، ولا تقاتلون بعدي عدوا جميعا أبدا". ثم قام فانطلق، فمكثا، فقلنا لعل الناس. فجاء رويجل كأنه ذئب، فاطلع من باب ثم رجع. فجاء محمد بن أبي بكر في ثلاثة عشر رجلا، حتى انتهي إلى عثمان. فأخذ بلحيته، فقال بها حتى سمع وقع أضراسه. فقال: «ما أغنى معاوية. ما أغنى عنك ابن عامر. ما أغنت كتبك». فقال: «أرسل لي لحيتي يا ابن أخي. أرسل لي لحيتي يا ابن أخي». قال (وثاب): فأنا رأيت استعداء رجل من القوم يعينه، فقام إليه بمشقص حتى وجأ به في رأسه (في رأس عثمان). ثم قلت ثم مه؟ قال: ثم تغاووا والله عليه، حتى قتلوه.
تعقب معاوية بن حديج محمد بن أبي بكر ويروي القصة ابن كثير:«تفرق اصحاب محمد بن ابي بكر الصديق عنه ورجع يمشي فرأى خربة فآوى إليها ودخل عمرو بن العاص فسطاط مصر وذهب معاوية بن حديج في طلب ابن ابي بكر فمر بعلوج من الناس في الطريق فقال لهم: هل مر بكم أحد تستنكرونه؟، قالوا: لا. فقال رجل منهم: إني رأيت رجلا جالسا في هذه الخربة. فقال بن حديج: هو ورب الكعبة فدخلوا عليه واستخرجوه منها وكاد يموت عطشا فأنطلق اخوه عبد الرحمن بن ابي بكر إلى عمرو بن العاص وكان قد قام معه إلى مصر فقال: ايقتل أخي صبرا؟ فبعث عمرو بن العاص إلى معاوية بن حديج ان ياتيه بمحمد بن ابي بكر ولا يقتله، فقال ابن حديج: كلا والله، ايقتلون كنانة بن بشر واترك محمد بن ابي بكر؟ وقد سالهم محمد بن أبي بكر ان يسقوه شربة من الماء» فقال معاوية: «لا سقاني الله ان سقيتك قطرة من الماء ابدا» فأدخله في جوف حمار ميت وأحرقه.
قال ابن تيمية: وليس مروان أولى بالفتنة والشر من محمد بن أبي بكر ولا هو أشهر بالعلم والدين منه بل أخرج أهل الصحاح عدة أحاديث عن مروان وله قول مع أهل الفتيا واختلف في صحبته. ومحمد بن أبي بكر ليس بهذه المنزلة عند الناس ولم يدرك من حياة النبي إلا أشهرا قليلة من ذي القعدة إلى أول شهر ربيع الأول فإنه ولد بالشجرة لخمس بقين من ذي القعدة عام حجة الوداع.
قال ابن سعد: أخبرنا عمرو بن عاصم الكلابي قال: أخبرنا أبو الأشهب (جعفر بن حيان) قال: أخبرنا الحسن (البصري) قال: «لما أدركوا بالعقوبة –يعني قتلة عثمان بن عفان– أخذ الفاسق بن أبي بكر –قال أبو الأشهب: وكان الحسن لا يسميه باسمه إنما كان يسميه الفاسق– فأخذ فجعل في جوف حمار، ثم أحرق عليه». وبعضهم قال أن قاتله عمرو بن عثمان.

## وفاته
لما أخذ معاوية بن أبي سفيان مصر أكرمه (يعنى أكرم معاوية بن حديج) ثم استنابه بها بعد عبد الله بن عمرو بن العاص فإنه ناب بها بعد أبيه سنتين ثم عزله معاوية وولى معاوية بن حديج فلم يزل بمصر حتى مات بها سنة اثنين وخمسين. قال ابن يونس مات بمصر في سنة اثنتين وخمسين وولده إلى اليوم بمصر.